# Melanophthalma phragmiteticola
Melanophthalma phragmiteticola là một loài bọ cánh cứng trong họ Latridiidae. Loài này được Franz miêu tả khoa học năm 1967.